# Ylä-Kotvakko
Ylä-Kotvakko eller Kotvakkojärvi är en sjö i Finland. Den ligger i kommunen Vieremä i landskapet Norra Savolax, i den centrala delen av landet, 400 km norr om huvudstaden Helsingfors. Ylä-Kotvakko ligger 177 meter över havet. I omgivningarna runt Ylä-Kotvakko växer i huvudsak blandskog. Den är 5,1 meter djup. Arean är 49,4 hektar och strandlinjen är 4,22 kilometer lång. Sjön  ingår i Vuoksens huvudavrinningsområde. 